# تشارلز كولمان
تشارلز كولمان (بالإنجليزية: Charles Pearce Coleman)‏ هو ممثل أسترالي وأمريكي، ولد في 22 ديسمبر 1885 بسيدني في أستراليا، وتوفي في 8 مارس 1951 في الولايات المتحدة.

## أعمال

### أفلام
- (1932) ساعة معك
- (1934) مطلقة غاي
- (1935) سيدة لطيفة
- (1936) ثلاث فتيات ذكيات
- (1936) زيجفيلد العظيم
- (1937) قباطنة شجعان
- (1937) مائة رجل وفتاة
- (1938) راع البقر والسيدة
- (1938) فرقة ألكسندر لموسيقى الجاز
- (1940) الغربي
- (1942) الليالي العربية
- (1943) شرلوك هولمز يواجه الموت
- (1944) مغامرة البحر
- (1945) رفع المرسى

## وصلات خارجية
- تشارلز كولمان على موقع IMDb (الإنجليزية)
- تشارلز كولمان على موقع ألو سيني (الفرنسية)
- تشارلز كولمان على موقع أول موفي (الإنجليزية)
- تشارلز كولمان على موقع قاعدة بيانات برودواي على الإنترنت (الإنجليزية)
- تشارلز كولمان على موقع قاعدة بيانات الأفلام السويدية (السويدية)
- تشارلز كولمان على موقع قاعدة بيانات الفيلم (الإنجليزية)
- تشارلز كولمان على موقع كينوبويسك (الروسية)